# Alonso de Hojeda
Alonso de Hojeda (1466 nebo 1470 Cuenca, Španělsko – 1515 nebo 1516 Santo Domingo, Dominikánská republika) nazývaný též Ojeda byl španělský mořeplavec a conquistador. V roce 1493–1496 se účastnil druhé výpravy Kryštofa Kolumba k břehům Nového světa.

## Výprava s Kryštofem Kolumbem
Hojeda se narodil okolo roku 1470 v Cuence. Pocházel z chudé šlechtické rodiny, ale měl štěstí že brzy získal přízeň Juana Rodrígueze de Fonsecy, biskupa Burgoského a později patriarchy Indie, který měl styky u krále a umožnil Alonsu de Hojedovi v roce 1493 doprovázet Kryštofa Kolumba na jeho druhé cestě do Nového světa. Hojeda vynikal svou odvahou v boji s domorodci, ale často byl příliš krutý a mstivý.

## Druhá výprava do Nového světa
Při plavbě na Haiti objevil zlatonosná pole u Cibao a znovu proslul krutostí při podrobování a vyvražďování místních Indiánů. V roce 1499 byl velitelem výpravy, které se zúčastnil také Juan de la Cosa jako navigátor a kartograf. Účastníkem výpravy byl též florentský mořeplavec Amerigo Vespucci, podle něhož byl nazván nový kontinent Amerikou. Výprava objevila pobřeží Guayany nazvané podle indiánského kmene Guanna a pobřeží, které Hojeda nazval Venezuela (Malé Benátky). Dále objevil současně s Pinzónem deltu Orinoka, přistál na ostrově Trinidad a Tobago a poté na Curaçau. Objevil záliv u dnešního Maracaiba a dostal se až k mysu La Vela v Kolumbii. Odtud se vrátil na Haiti, kde se zúčastnil spiknutí proti Kolumbovi. Poté se vrátil domů do Španělska. Proplul podél neznámých břehu celkem více než 3000 kilometrů.

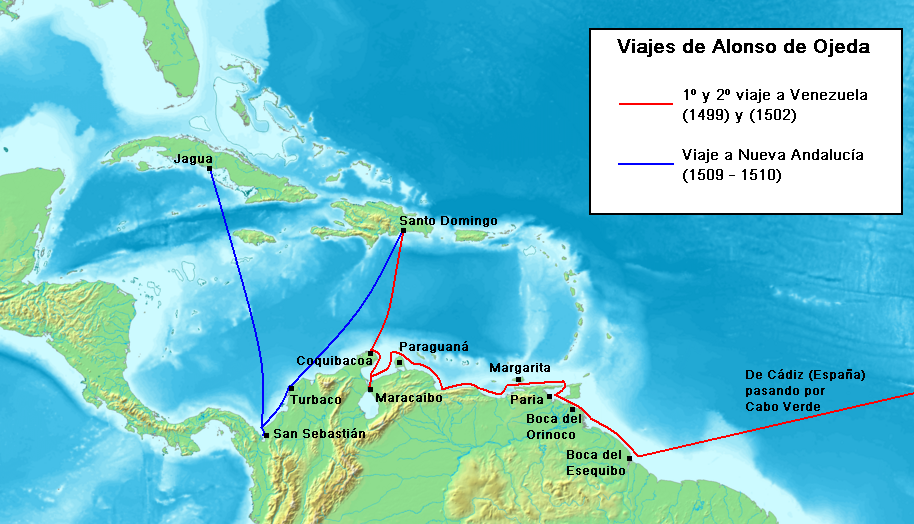
Mapa se zakreslenou cestou Alonsa de Hojedy

## Třetí výprava do Nového světa
V letech 1508 až 1510 se ještě několikrát vrátil k tomuto pobřeží, které nazýval Nueva Andalusia (Nová Andalusie), zde také založil San Sebastian první španělskou osadu na americké pevnině. Z ní provozoval lov na otroky a loupežení, hlavně perly. Odtud také vedl vyhlazovací boj proti Indiánum.
Ke konci života upadl v nemilost a zemřel v bídě a zapomnění na území, kde je dnes hlavní město Dominikánské republiky Santo Domingo.